# Bauunternehmen
Ein Bauunternehmen ist ein Unternehmen der Bauwirtschaft, das Leistungen im Hoch- und Tiefbau sowie andere Bauleistungen erbringt. Als Bauleistung wird alles bezeichnet, was der Herstellung, Instandsetzung, Instandhaltung, Änderung oder Beseitigung von Bauwerken dient.

## Definition
Je nach Umfang der Leistungen, die ein Unternehmen beim jeweiligen Auftrag erbringt, spricht man vom
- Fachunternehmer (ein Gewerk)
- Generalunternehmer (alle Gewerke)
- Totalunternehmer (zusätzlich Planungsleistungen).

Der Nachunternehmer oder Subunternehmer ist ein Unternehmen, das Bauleistungen im Auftrag eines anderen Bauunternehmens, z. B. des Generalunternehmers erbringt.
Außerdem gibt es noch den Generalübernehmer, der keine eigenen Bauleistungen erbringt, sondern das Bauwerk komplett durch beauftragte Unternehmen (Nachunternehmer / Subunternehmer) ausführen lässt. Erbringt er darüber hinaus auch noch Planungsleistungen, wird bisweilen auch vom Totalübernehmer gesprochen.
Die Führung von Bauunternehmen erfolgt überwiegend durch technisch Ausgebildete. Bauhandwerksbetriebe müssen über einen handwerklichen Betriebsleiter verfügen, der die jeweilige Ausübungsberechtigung besitzt. Dazu gehören Maurermeister sowie Betonbauer- und Straßenbauermeister, aber auch Ingenieure einschlägiger Fachrichtungen wie Bauingenieurwesen und Kulturtechnik.
In Deutschland gehörten 2022 dem Baugewerbe rund 82.700 Unternehmen an. In den Unternehmen der Bauwirtschaft waren 927.000 Personen tätig, der Umsatz belief sich auf 160,3 Milliarden Euro.

### Abgrenzung
Bauunternehmen werden in der Regel auf nicht im eigenen Eigentum befindlichen Grundstücken mit der beauftragten Bauausführung tätig. Bauunternehmen können neben den Ausführungsleistungen auch Planung und andere umfassende baubezogene Leistungen anbieten.
Vom Bauunternehmen zu unterscheiden ist der Bauträger und der Bauentwickler/Developer, die in der Regel auf eigenen Grundstücken Bauleistungen im eigenen Namen und auf eigenes Risiko von anderen Bauunternehmen erbringen lassen.
Keine Bauleistungen in diesem Sinn erbringen Betriebe,
- deren Tätigkeit überwiegend darin besteht, anderen Unternehmen des Baugewerbes Bauvorrichtungen, Baugeräte, Baumaschinen oder sonstige Baubetriebsmittel ohne Personal entgeltlich zur Verfügung zu stellen (Baumaschinenverleih)
- oder die überwiegend Baustoffe, Bauteile oder Massenrohstoffe für den Markt herstellen (Baustoffproduzent)
- sowie Betriebe, die Betonentladegeräte gewerblich zur Verfügung stellen.[4]

## Liste der größten Bauunternehmen in Deutschland
Die sortierbare Liste zeigt die 50 größten Bauunternehmen (Stand 2022).
| Name (Konzernzugehörigkeit)     | Leistung (in Mio. €) | Mitarbeiter | Unternehmenssitz          |
| ------------------------------- | -------------------- | ----------- | ------------------------- |
| Hochtief (Grupo ACS)            | 26.240               | 35.750      | Essen                     |
| Strabag                         | 7.680                | 22.870      | Köln                      |
| Goldbeck GmbH                   | 5.040                | 6.160       | Bielefeld                 |
| Ed. Züblin (Strabag)            | 4.530                | 15.260      | Stuttgart                 |
| Zech Group                      | 4.300                | 12.910      | Bremen                    |
| Vinci                           | 4.070                | 18.310      | Ludwigshafen              |
| Max Bögl                        | 2.510                | 6.500       | Sengenthal                |
| Kaefer Isoliertechnik           | 2.000                | 30.000      | Bremen                    |
| Leonhard Weiss                  | 1.970                | 6.360       | Göppingen                 |
| Bauer AG                        | 1.660                | 11.670      | Schrobenhausen            |
| Köster Bau                      | 1.360                | 1.920       | Osnabrück                 |
| PORR                            | 1.360                | 2.190       | München                   |
| Bremer AG                       | 1.200                | 1.300       | Paderborn                 |
| Lindner AG                      | 1.140                | 6.500       | Arnstorf                  |
| Implenia Bau GmbH               | 1.090                | 2.450       | Raunheim                  |
| Wolff & Müller                  | 1.070                | 1.980       | Stuttgart                 |
| Eiffage Infra                   | 1.040                | 3.700       | Düsseldorf                |
| Matthäi Bauunternehmen          | 950                  | 2.790       | Verden                    |
| GP Günter Papenburg             | 920                  | 3.820       | Hannover                  |
| Johann Bunte Bauunternehmung    | 820                  | 1.850       | Papenburg                 |
| Gallinger                       | 790                  | 3.820       | Zwiesel                   |
| Deutsche Fertighaus Holding     | 700                  | 1.540       | Simmern/Hunsrück          |
| Geiger Unternehmensgruppe       | 680                  | 3.260       | Oberstdorf                |
| Wayss & Freytag                 | 670                  | 1.030       | Frankfurt am Main         |
| Depenbrock Gruppe               | 650                  | 1.210       | Stemwede                  |
| Karl Bachl                      | 650                  | 2.640       | Röhrnbach                 |
| Unternehmensgruppe Berger       | 620                  | 2.810       | Passau                    |
| Kemna Bau Andreae               | 610                  | 2.090       | Pinneberg                 |
| Thomas-Gruppe                   | 570                  | 2.030       | Simmern/Hunsrück          |
| WBV Weisenburger Bau+Verwaltung | 550                  | 720         | Karlsruhe                 |
| Peter Gross Bau                 | 520                  | 1.740       | St. Ingbert               |
| Klebl GmbH                      | 510                  | 1.290       | Neumarkt in der Oberpfalz |
| Diringer & Scheidel             | 500                  | 3.800       | Mannheim                  |
| List Bau                        | 490                  | 570         | Nordhorn                  |
| Otto Wulff Bauunternehmung      | 480                  | 730         | Hamburg                   |
| MBN GmbH                        | 470                  | 680         | Georgsmarienhütte         |
| Adolf Lupp                      | 460                  | 640         | Nidda                     |
| Oikos Group                     | 430                  | 1.550       | Schlüchtern               |
| Ludwig Freytag                  | 420                  | 1.820       | Oldenburg                 |
| W. Markgraf                     | 400                  | 900         | Bayreuth                  |
| Spitzke                         | 380                  | 2.070       | Großbeeren                |
| Bickhardt Bau                   | 370                  | 1.750       | Kirchheim (Hessen)        |
| Weber                           | 370                  | 2.000       | Köln                      |
| Aug. Prien                      | 370                  | 670         | Hamburg                   |
| Wolf System                     | 360                  | 1.310       | Osterhofen                |
| Richard Schulz Tiefbau          | 360                  | 1.470       | Neuburg an der Donau      |
| Dreßler Bau                     | 350                  | 550         | Aschaffenburg             |
| Heberger                        | 350                  | 1.180       | Schifferstadt             |
| Hülskens Holding                | 340                  | 800         | Wesel                     |
| Bauwens                         | 340                  | 450         | Köln                      |

## Liste der grössten Bauunternehmen in der Schweiz
Die sortierbare Liste zeigt die 50 größten Bauunternehmen in der Schweiz (Stand 2024).
| Unternehmen            | Sitz        | Kanton | Mitarbeiter | Umsatz in Mio. Schweizer Franken |
| ---------------------- | ----------- | ------ | ----------- | -------------------------------- |
| Implenia               | Bern        | BE     | 9.000       | 3.600                            |
| Marti Holding          | Bern        | BE     | 6.000       | 800                              |
| Frutiger Holding       | Thun        | BE     | 2.400       | 830                              |
| Walo Bertschinger      | Dietikon    | ZH     | 2.600       | 750                              |
| Halter Bauunternehmung | Schlieren   | ZH     | 400         | 750                              |
| Schmid Bauunternehmung | Ebikon      | LU     | 500         | 265                              |
| Induni                 | Petit-Lancy | GE     | 625         | 250                              |
| Cellere Group          | St. Gallen  | SG     | 600         | 175                              |
| GLB                    | Langnau     | BE     | 900         | 163                              |